# Jouni Kaitainen
Jouni Mikael Kaitainen (Lahti, 9 giugno 1980) è un ex combinatista nordico finlandese.

## Biografia
In Coppa del Mondo esordì l'11 marzo 1999 a Falun (12°), ottenne il primo podio il 14 marzo 2003 a Lahti (3°) e l'unica vittoria l'11 febbraio 2005 a Pragelato.
In carriera prese parte a tre edizioni dei Campionati mondiali, vincendo una medaglia.

## Palmarès

### Mondiali
- 1 medaglia:
  - 1 bronzo (gara a squadre a Val di Fiemme 2003)

### Mondiali juniores
- 2 medaglie:
  - 1 oro (gara a squadre a Štrbské Pleso 2000)
  - 1 argento (individuale a Saalfelden 1999)

### Coppa del Mondo
- Miglior piazzamento in classifica generale: 16º nel 2004
- 2 podi (1 individuale, 1 a squadre):
  - 1 vittoria (a squadre)
  - 1 terzo posto (individuale)

#### Coppa del Mondo - vittorie
| Data             | Località  | Nazione | Trampolino                  | Spec.                                           |
| ---------------- | --------- | ------- | --------------------------- | ----------------------------------------------- |
| 11 febbraio 2005 | Pragelato | Italia  | Stadio del Trampolino HS140 | T LH/3x5 km (con Antti Kuisma e Hannu Manninen) |

Legenda:

T = gara a squadre

LH = trampolino lungo